# Драшко Бргулян
Драшко Бргулян (27 грудня 1984) — чорногорський ватерполіст.
Учасник Олімпійських Ігор 2008, 2012 років.
Призер Чемпіонату світу з водних видів спорту 2013 року.